# دبیرستان امام خمینی آمل
دبیرستان امام خمینی یا مدرسه امام مربوط به دوره پهلوی اول است که در خیابان فرهنگ، جنب پاساژ مروارید آمل قرار دارد. این دبیرستان در سال ۱۳۱۷ توسط معماران آلمانی تأسیس و با نام دبیرستان پهلوی افتتاح شده‌است. این اثر در تاریخ ۱۴ شهریور ۱۳۹۸ با شمارهٔ ثبت ۳۲۵۲۵ به‌عنوان یکی از آثار ملی ایران به ثبت رسید. این مدرسه در هفدهم خرداد سال ۱۳۹۱ به عنوان مدرسه ماندگار ثبت شد.